# قائمة سفراء إسرائيل لدى المملكة المتحدة
سفير إسرائيل لدى المملكة المتحدة هو الممثل الدبلوماسي الأول لإسرائيل في المملكة المتحدة. ويقيم السفير في سفارة إسرائيل في لندن.

## السفراء
- 1949-1950: مردخاي علياش [الإنجليزية]
- 1950–1959: إلياهو إيلات [1]
- 1960-1965: آرثر لوري [الإنجليزية]
- 1965–1970: أهارون ريميز [2]
- 1970-1973: مايكل كوماي [3]
- 1973-1977: جدعون رافائيل
- 1977-1979: ابراهام قدرون [الإنجليزية]
- 1979-1982: شلومو أرجوف
- 1983-1988: يهودا أفنير
- 1988-1993: يوآف بيران [الإنجليزية]
- 1993-1998: موشيه رافيف
- 1998-2000: درور زيجرمان
- 2001-2004: تسفي شتاوبر [الإنجليزية]
- 2004-2007: تسفي هيفيتز
- 2007-2011: رون بروسور
- 2011-2015: دانيال تاوب
- 2016-2020: مارك ريجيف
- 2020 - الان: تسيبي حوطفلي

## أنظر أيضا
- العلاقات بين إسرائيل والمملكة المتحدة